# IJSO 2009
A IJSO 2009 foi a sexta edição da Olimpíada Internacional Júnior de Ciências (International Junior Science Olympiad). A competição foi realizada entre os dias 2 e 11 de dezembro de 2009 na cidade de Baku, no Azerbaijão.
Esta edição contou com cerca de 40 delegações. A Rússia venceu a competição pela primeira vez, à frente de Taiwan e da Coreia do Sul, vencedores das competições  de 2007 e 2008, respectivamente.
A delegação brasileira, selecionada a partir da IJSO Brasil 2009, repetiu o ótimo desempenho conseguido nas edições anteriores do torneio mundial. Todos os alunos brasileiros conquistaram medalhas. Foram 3 medalhas de prata e 3 medalhas de bronze.

## Cidade-sede
Desde a edição de 2008, na Coreia do Sul, o comitê do Azerbaijão oficializou a candidatura da capital Baku para sede da edição seguinte. O evento contou com apoio do governo local, incluindo a presença do Ministro da Juventude e do Esporte e o Ministro da Ciência e Tecnologia, que discursaram nas cerimônias de abertura e encerramento da competição.
Baku é a capital e maior cidade da República do Azerbijão. Localizada na costa sul da Península de Absheron, a cidade abriga o maior porto do Cáucaso. Segundo o censo demográfico de 2009, a população total da cidade é de 2 039 700 habitantes.

## Delegação Brasileira
A equipe brasileira foi selecionada com base nos resultados da IJSO Brasil 2009, realizada em 10 de outubro de 2009. Este evento foi sediado pela primeira vez na Escola Politécnica da USP, na cidade de São Paulo, sob a organização da B8 Projetos Educacionais.

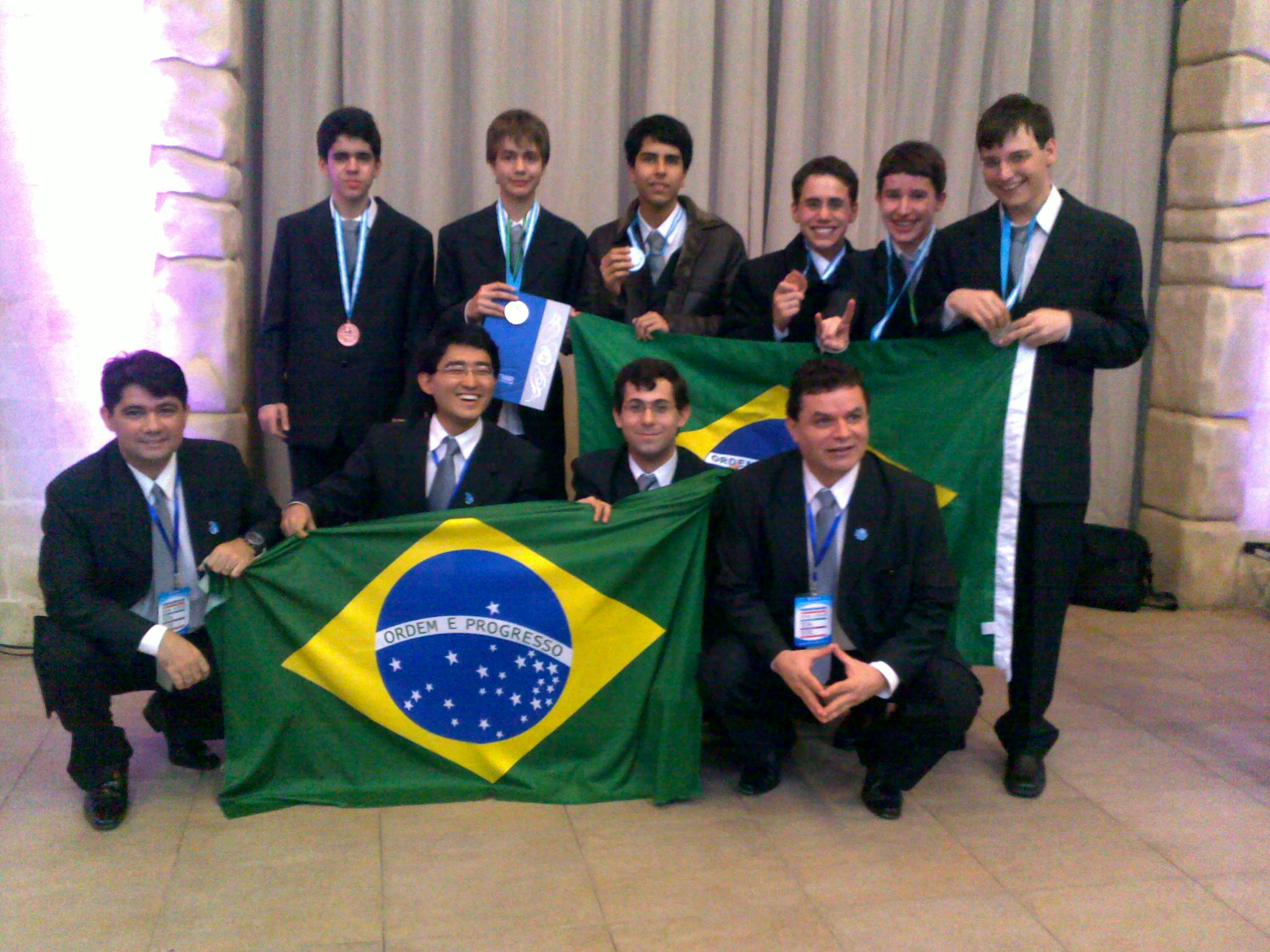
Equipe Brasileira da IJSO 2009.

Com isso, foram classificados os estudantes:
- Gustavo Haddad Francisco e Sampaio Braga
- Lucas Colucci Cavalcanti de Souza
- Pedro Victor Barbosa Noleto
- Gustavo de Carlis Miranda
- Ivan Tadeu Ferreira Antunes Filho
- Matheus José de Oliveira Guimarães

Os alunos realizaram inúmeras atividades de preparação teóricas e experimentais simulando as avaliações do Torneio Internacional.
A delegação foi liderada pelo representante da B8 Projetos Educacionais Allison Hirata e pelos professores Ronaldo Fogo e Felipe Pereira. Enquanto isso, o Prof. Rawlinson Ibiapina atuou como observador.

## Torneio Internacional
O torneio internacional seguiu o alto padrão das edições anteriores. Membros do comitê local e voluntários da organizaram atuaram na recepção e no acompanhamento dos times estrangeiros durante as cerimônias e os eventos culturais.
Todos os dias, era disponibilizado um noticiário atualizado da competição, informando as novidades do dia a dia dos estudantes, além de curiosidades sobre os países participantes e sobre a cultura local.
A programação geral seguiu o padrão implementado das edições anteriores, com um dia de intervalo entre cada uma das três provas realizadas. Para manter o sigilo das provas, líderes e estudantes foram alocados em hotéis diferentes sem acesso a celulares e Internet, já que as provas eram discutidas e traduzidas no dia anterior à aplicação das mesmas.

### Programação resumida
- 2 de dezembro: Chegada das delegações, Reunião do International Board, Jantar de recepção.
- 3 de dezembro: Cerimônia de abertura. Discussão e tradução da prova de múltipla escolha.
- 4 de dezembro: Prova de múltipla escolha.
- 5 de dezembro: Discussão e tradução da prova teórica.
- 6 de dezembro: Prova teórica.
- 7 de dezembro: Discussão e tradução da prova experimental.
- 8 de dezembro: Prova experimental.
- 9 de dezembro: Moderação, Reunião do International Board.
- 10 de dezembro: Cerimônia de encerramento, Jantar de despedida.
- 11 de dezembro: Partida das delegações.

## Atividades culturais
Nos dias em que não havia atividades oficiais previstas, alunos e líderes visitaram os seguintes pontos turísticos da região, entre outros:
- Palácio dos Shirvanshahs
- Torre da Donzela
- Sala Filarmônica do Estado do Azerbaijão

## Resultado Final
Seguindo o critério oficial de premiação, receberam medalhas de ouro aos alunos que ficaram entre os 10% melhores, medalhas de prata os que ficaram entre os 20% seguintes e medalhas de bronze os 30% subsequentes.
O resultado final foi divulgado em cerimônia solene realizada no dia 10 de dezembro de 2009.
A delegação da Rússia conquistou 6 medalhas de ouro e, com isso, foi declarada campeã da competição. Taiwan, Coreia do Sul, Alemanha, Singapura e Indonésia completaram a lista dos seis primeiros colocados.
Já o Brasil conquistou 3 medalhas de prata e 3 de bronze. Gustavo Haddad Francisco e Sampaio Braga, Lucas Colucci Cavalcanti de Souza e Ivan Tadeu Ferreira Antunes Filho foram premiados com a prata. Pedro Victor Barbosa Noleto, Gustavo de Carlis Miranda e Matheus José de Oliveira Guimarães receberam medalhas de bronze.